# Сражение на Изонцо (489)
Сраже́ние на Изо́нцо — состоявшееся 28 августа 489 года во время остготского завоевания Италии сражение на берегах реки Изонцо, в котором войско остготов под командованием короля Теодориха Великого одержало победу над войском правителя Италии Одоакра.

## Описание
Основными нарративными источниками о сражении на Изонцо являются «Панегирик Теодориху» Эннодия и сведения, содержащиеся в хронике Анонима Валезия. О связанных с битвой событиях сообщается также в «Старших Венских фастах», «Копенгагенском продолжении „Хроники“ Проспера Аквитанского», «Хронике» Кассиодора, «О происхождении и деяниях гетов» Иордана, «Войне с готами» Прокопия Кесарийского и «Церковной истории» Захарии Ритора.
В 488 году по инициативе императора Византии Зинона остготы во главе с королём Теодорихом Великим выступили из Паннонии в Италию, надеясь найти здесь места для поселения. Осенью остготы в сражении на реке Ульке разбили войско короля гепидов Трапстилы, а также его союзников-булгар царя Бузана. Это позволило им перезимовать в Сирмии. Вероятно, к этому времени относятся сообщения исторических источников о присоединении к Теодориху ругов во главе с Фридерихом.
Весной 489 года остготы и их союзники продолжили свой поход и к лету достигли пределов Италии. 28 августа на мосту через пограничную реку Изонцо (вблизи Аквилеи) переселенцы были встречены войском Одоакра. Произошедшее между противниками сражение стало их первым столкновением в ходе остготского завоевания Италии. В результате стремительной атаки воинов Теодориха итальянцы, в том числе и сам Одоакр, были обращены в бегство. Эта победа позволила остготам беспрепятственно переправиться через реку и вступить на территорию Северной Италии.
Новое сражение между войсками Теодориха Великого и Одоакра — битва при Вероне — произошло уже в сентябре 489 года.